# Rasina (Fluss)
Die Rasina (serbisch-kyrillisch Расина) ist ein rechter Nebenfluss der Westlichen Morava.
Er ist 92 km lang und entspringt dem Berg Goča. Die Region Rasina ist nach dem Fluss benannt.
Bei der Ortschaft Ćelije wird der Fluss gestaut und bildet einen künstlichen See. 7 km hinter Kruševac fließt er in die Zapadna Morava beim Ort Makrešane.